# زوجة كريج
زوجة كريج عبارة عن مسرحية كتبها الكاتب المسرحي الأمريكي جورج كيلي في عام 1925 وهو عم للممثلة غريس كيلي وقد فازت بجائزة بوليتزر عن فئة الدراما في عام 1926.

## الإنتاج

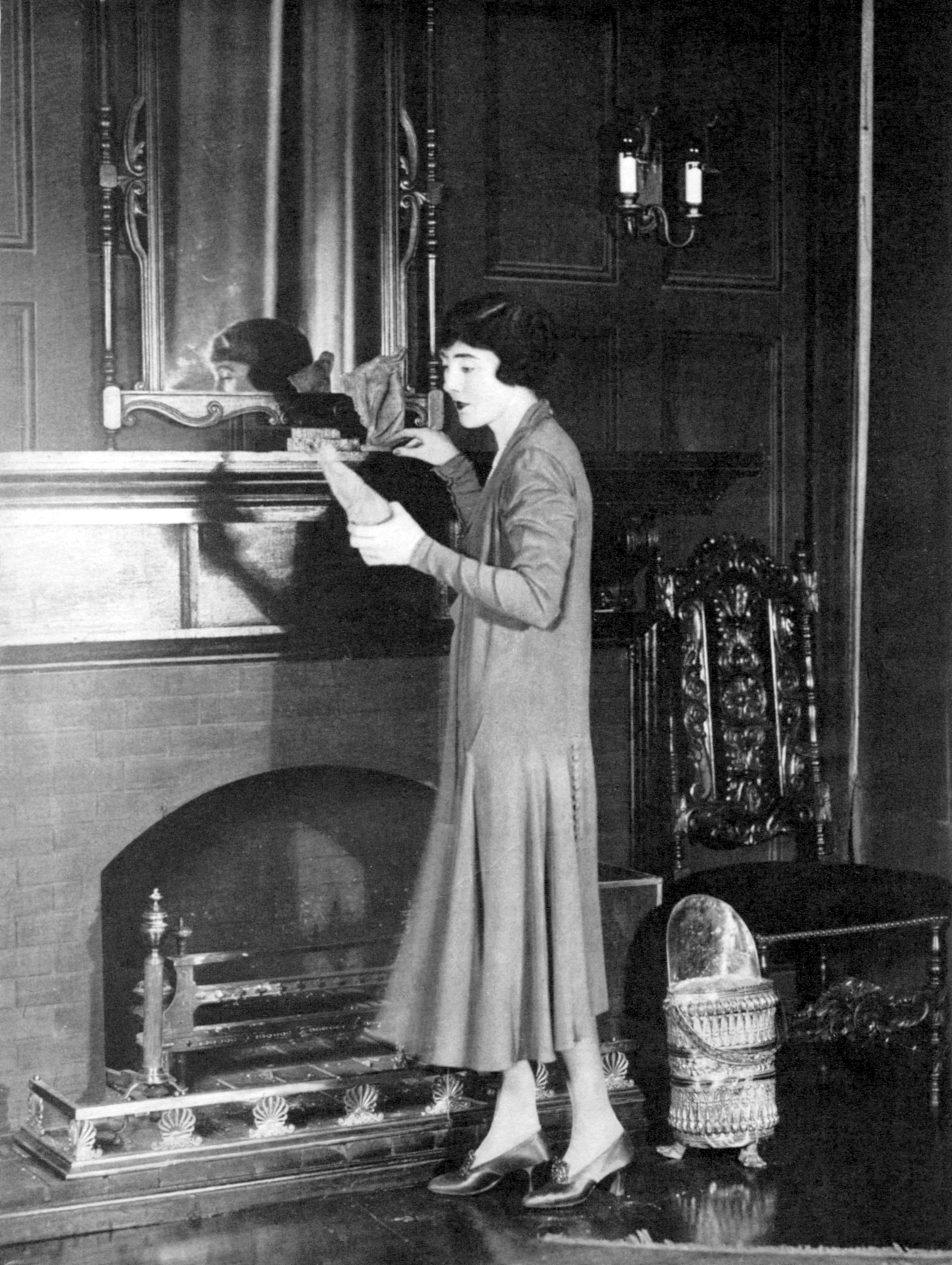
الممثلة كريستال هيرن في دورها زوجة كريج على مسرح برودواي في عام (1925)

عرضت مسرحية زوجة كريج لأول مرة على مسرح برودواي في 12 أكتوبر 1925 وحتى 21 أغسطس 1926 وذلك بعد 360 عرضًا، وشارك في المسرحية كلًا من الممثل كريستال هيرن في دور هارييت كريج، وآن ساذرلاند (ملكة جمال أوستن)، وتشارلز تروبريدج (والتر كريج)، وجوزفين هال (السيدة فرازي).
وقد تم تضمينها من أفضل مسرحيات بيرنز مانتل لعامي 1925-1926، وحصلت المسرحية على جائزة بوليتسر للدراما عام 1926. كتبت لجنة بوليتسر ، "تم اختيار زوجة كريج من قبل لجنة التحكيم على أساس كرامة موضوعها ، وسلامة بنائه ، وتميز حواره ، وفعاليته في المسرح."

## وصلات خارجية
- زوجة كريج على موقع الموسوعة البريطانية (الإنجليزية)
- نسخة مترجمة للمسرحية من قبل مؤسسة هنداوي للتعليم والثقافة
- من الأدب الأمريكي׃ زوجة كريج على يوتيوب قناة الإذاعة المصرية